# Promozione Lombardia 1983-1984
Nella stagione 1983-1984 la Promozione era il sesto livello del calcio italiano (il massimo livello regionale). Qui vi sono le statistiche relative al campionato in Lombardia e nella provincia di Piacenza, gestiti dal Comitato Regionale Lombardo.
Il campionato è strutturato in vari gironi all'italiana su base regionale, gestiti dai Comitati Regionali di competenza. Promozioni alla categoria superiore e retrocessioni in quella inferiore non erano sempre omogenee; erano quantificate all'inizio del campionato dal Comitato Regionale secondo le direttive stabilite dalla Lega Nazionale Dilettanti, ma flessibili, in relazione al numero delle società retrocesse dal Campionato Interregionale e perciò, a seconda delle varie situazioni regionali, la fine del campionato poteva avere degli spareggi sia di promozione che di retrocessione.
Questo è il campionato regionale della regione Lombardia, ma fino alla stagione 1994-1995 la provincia di Piacenza è stata di competenza del Comitato Regionale Lombardo così come la provincia di Mantova è stata gestita dal Comitato Regionale Emilia-Romagna.

## Girone A

### Squadre partecipanti
| Club                  | Città                   |
| --------------------- | ----------------------- |
| Aurora S.C. Desio     | Desio (MI)              |
| Pol. Bizzarone        | Bizzarone (CO)          |
| A.C. Bovisio Masciago | Bovisio Masciago (MI)   |
| A.C. Cosia            | Tavernerio (CO)         |
| U.S. Folgore Verano   | Verano Brianza (MI)     |
| A.S. Giussano Calcio  | Giussano (MI)           |
| U.S. Lomazzo          | Lomazzo (CO)            |
| U.S. Nervianese       | Nerviano (MI)           |
| U.S. Padernese        | Paderno Dugnano (MI)    |
| A.C. Parabiago        | Parabiago (MI)          |
| S.S. Pro Lissone      | Lissone (MI)            |
| A.C. Real Bariana     | Bariana di Lainate (MI) |
| S.C. Rovellasca 1910  | Rovellasca (CO)         |
| S.P. Ternatese        | Ternate (VA)            |
| A.C. Tradate          | Tradate (VA)            |
| F.C. Verbano Calcio   | Cocquio Trevisago (VA)  |

### Classifica finale
|  | Pos. | Squadra          | Pt | G  | V  | N  | P  | GF | GS | DR  |
|  | ---- | ---------------- | -- | -- | -- | -- | -- | -- | -- | --- |
|  | 1.   | Pro Lissone      | 40 | 30 | 14 | 12 | 4  | 39 | 21 | +18 |
|  | 2.   | Bizzarone        | 37 | 30 | 14 | 9  | 7  | 38 | 22 | +16 |
|  | 2.   | Real Bariana     | 37 | 30 | 13 | 11 | 6  | 27 | 17 | +10 |
|  | 4.   | Rovellasca 1910  | 36 | 30 | 12 | 12 | 6  | 41 | 24 | +17 |
|  | 5.   | Ternatese        | 34 | 30 | 12 | 10 | 8  | 26 | 22 | +4  |
|  | 6.   | Verbano          | 33 | 30 | 12 | 9  | 9  | 33 | 24 | +9  |
|  | 7.   | Bovisio Masciago | 32 | 30 | 10 | 12 | 8  | 36 | 28 | +8  |
|  | 7.   | Cosia            | 32 | 30 | 9  | 14 | 7  | 28 | 29 | -1  |
|  | 9.   | Giussano         | 30 | 30 | 7  | 16 | 7  | 17 | 13 | +4  |
|  | 9.   | Folgore Verano   | 30 | 30 | 9  | 12 | 9  | 19 | 27 | -8  |
|  | 11.  | Lomazzo          | 28 | 30 | 8  | 12 | 10 | 34 | 30 | +4  |
|  | 12.  | Tradate          | 27 | 30 | 8  | 11 | 11 | 18 | 25 | -7  |
|  | 13.  | Parabiago        | 25 | 30 | 6  | 13 | 11 | 28 | 36 | -8  |
|  | 14.  | Nervianese       | 23 | 30 | 6  | 11 | 13 | 21 | 29 | -8  |
|  | 15.  | Aurora Desio     | 20 | 30 | 5  | 10 | 15 | 21 | 47 | -26 |
|  | 16.  | Padernese        | 16 | 30 | 4  | 8  | 18 | 20 | 52 | -32 |

Legenda:
      Ammesso agli spareggi promozione.
      Retrocesso in Prima Categoria 1984-1985.
Regolamento:
Due punti a vittoria, uno a pareggio, zero a sconfitta.

## Girone B

### Squadre partecipanti
| Club                  | Città                      |
| --------------------- | -------------------------- |
| Pol. Albinese         | Albino (BG)                |
| A.C. Brugherio        | Brugherio (MI)             |
| U.S. Caravaggio       | Caravaggio (BG)            |
| Pol. Carugatese       | Carugate (MI)              |
| F.C. Cassano 1966     | Cassano d'Adda (MI)        |
| A.C. Cernusco         | Cernusco sul Naviglio (MI) |
| G.S. Concorezzese     | Concorezzo (MI)            |
| Erbese Calcio         | Erba (CO)                  |
| U.S.C. Filago         | Filago (BG)                |
| G.S. Intim Helen      | Telgate (BG)               |
| G.S. Missaglia Sport  | Missaglia (CO)             |
| C.S. Trevigliese      | Treviglio (BG)             |
| S.S. Tritium 1908     | Trezzo sull'Adda (MI)      |
| U.S. Vapriese         | Vaprio d'Adda (MI)         |
| A.C. Verdello         | Verdello (BG)              |
| A.C. Virtus Gazzaniga | Gazzaniga (BG)             |

### Classifica finale
|  | Pos. | Squadra          | Pt | G  | V  | N  | P  | GF | GS | DR  |
|  | ---- | ---------------- | -- | -- | -- | -- | -- | -- | -- | --- |
|  | 1.   | Intim Helen      | 47 | 30 | 19 | 9  | 2  | 42 | 15 | +27 |
|  | 2.   | Brugherio        | 43 | 30 | 16 | 11 | 3  | 37 | 18 | +19 |
|  | 3.   | Verdello         | 41 | 30 | 16 | 9  | 5  | 49 | 30 | +19 |
|  | 4.   | Trevigliese      | 32 | 30 | 10 | 12 | 8  | 27 | 20 | +7  |
|  | 4.   | Cernusco         | 32 | 30 | 11 | 10 | 9  | 34 | 30 | +4  |
|  | 6.   | Carugatese       | 31 | 30 | 10 | 11 | 9  | 35 | 27 | +8  |
|  | 6.   | Erbese           | 31 | 30 | 9  | 13 | 8  | 31 | 27 | +4  |
|  | 8.   | Filago           | 29 | 30 | 9  | 11 | 10 | 37 | 39 | -2  |
|  | 9.   | Concorezzese     | 27 | 30 | 9  | 9  | 12 | 29 | 34 | -5  |
|  | 9.   | Virtus Gazzaniga | 27 | 30 | 9  | 9  | 12 | 32 | 41 | -9  |
|  | 11.  | Tritium 1908     | 26 | 30 | 5  | 16 | 9  | 32 | 38 | -6  |
|  | 12.  | Albinese         | 25 | 30 | 7  | 11 | 12 | 24 | 31 | -7  |
|  | 12.  | Vapriese         | 25 | 30 | 6  | 13 | 11 | 29 | 43 | -14 |
|  | 14.  | Cassano 1966     | 24 | 30 | 5  | 14 | 11 | 22 | 26 | -4  |
|  | 15.  | Missaglia        | 22 | 30 | 6  | 10 | 14 | 30 | 44 | -14 |
|  | 16.  | Caravaggio       | 18 | 30 | 7  | 4  | 19 | 21 | 48 | -27 |

Legenda:
      Ammesso agli spareggi promozione.
      Retrocesso in Prima Categoria 1984-1985.
Regolamento:
Due punti a vittoria, uno a pareggio, zero a sconfitta.

## Girone C

### Squadre partecipanti
| Club                    | Città                           |
| ----------------------- | ------------------------------- |
| F.C. Aurora Travagliato | Travagliato (BS)                |
| S.S. Borgolombardo      | San Giuliano Milanese (MI)      |
| U.S. Breno              | Breno (BS)                      |
| U.S. Caorso             | Caorso (PC)                     |
| A.C. Castiglione        | Castiglione delle Stiviere (MN) |
| A.C. Crema 1908         | Crema (CR)                      |
| U.S. Darfo Boario       | Darfo Boario Terme (BS)         |
| A.C. Desenzano          | Desenzano del Garda (BS)        |
| A.C. Lonato             | Lonato (BS)                     |
| G.S. Luisiana           | Pandino (CR)                    |
| A.C. Lumezzane          | Lumezzane (BS)                  |
| U.S. Offanenghese       | Offanengo (CR)                  |
| G.S. OMAS Pontevico     | Pontevico (BS)                  |
| A.S. Orceana            | Orzinuovi (BS)                  |
| S.C. Soncino            | Soncino (CR)                    |
| U.S. Soresinese S.p.a.  | Soresina (CR)                   |

### Classifica finale
|  | Pos. | Squadra            | Pt | G  | V  | N  | P  | GF | GS | DR  |
|  | ---- | ------------------ | -- | -- | -- | -- | -- | -- | -- | --- |
|  | 1.   | Orceana            | 44 | 30 | 18 | 8  | 4  | 46 | 19 | +27 |
|  | 2.   | Breno              | 39 | 30 | 17 | 5  | 8  | 41 | 28 | +13 |
|  | 3.   | OMAS Pontevico     | 38 | 30 | 13 | 12 | 5  | 43 | 23 | +20 |
|  | 3.   | Lumezzane          | 38 | 30 | 15 | 8  | 7  | 38 | 24 | +14 |
|  | 5.   | Soncino            | 35 | 30 | 13 | 9  | 8  | 36 | 26 | +10 |
|  | 6.   | Aurora Travagliato | 33 | 30 | 13 | 7  | 10 | 35 | 26 | +9  |
|  | 7.   | Darfo Boario       | 29 | 30 | 9  | 11 | 10 | 25 | 24 | +1  |
|  | 8.   | Crema              | 27 | 30 | 5  | 17 | 8  | 27 | 35 | -8  |
|  | 8.   | Soresinese         | 27 | 30 | 9  | 9  | 12 | 25 | 37 | -12 |
|  | 10.  | Desenzano          | 26 | 30 | 6  | 14 | 10 | 25 | 26 | -1  |
|  | 10.  | Castiglione        | 26 | 30 | 5  | 16 | 9  | 24 | 28 | -4  |
|  | 10.  | Lonato             | 26 | 30 | 7  | 12 | 11 | 28 | 36 | -8  |
|  | 13.  | Caorso             | 25 | 30 | 8  | 9  | 13 | 41 | 48 | -7  |
|  | 14.  | Luisiana           | 25 | 30 | 6  | 13 | 11 | 32 | 41 | -9  |
|  | 15.  | Offanenghese       | 22 | 30 | 6  | 10 | 14 | 29 | 53 | -24 |
|  | 16.  | Borgolombardo      | 20 | 30 | 5  | 10 | 15 | 25 | 46 | -21 |

Legenda:
      Ammesso agli spareggi promozione.
      Retrocesso in Prima Categoria 1984-1985.
Regolamento:
Due punti a vittoria, uno a pareggio, zero a sconfitta.
Note:
La Luisiana retrocede causa del minor numero di punti conseguiti negli scontri diretti con il Caorso (1-3 e 1-1).

## Girone D

### Squadre partecipanti
| Club                    | Città                    |
| ----------------------- | ------------------------ |
| A.C. Broni              | Broni (PV)               |
| A.C. Casorate Primo     | Casorate Primo (PV)      |
| G.S. Castanese B.P.M.   | Castano Primo (MI)       |
| F.C. Casteggio 1898     | Casteggio (MI)           |
| A.C. Castellana         | Castel San Giovanni (PC) |
| A.C. Codogno            | Codogno (MI)             |
| F.C. Corbetta           | Corbetta (MI)            |
| U.S. Corsico            | Corsico (MI)             |
| A.C. Magenta            | Magenta (MI)             |
| Pol. Medese             | Mede (PV)                |
| U.S. Mottese            | Motta Visconti (MI)      |
| U.S. Portalberese       | Portalbera (PV)          |
| A.S. Robbio             | Robbio (PV)              |
| A.P. San Rocco al Porto | San Rocco al Porto (MI)  |
| U.S. Virtus Binasco     | Binasco (MI)             |
| C.S. Vittuone           | Vittuone (MI)            |

### Classifica finale
|  | Pos. | Squadra            | Pt | G  | V  | N  | P  | GF | GS | DR  |
|  | ---- | ------------------ | -- | -- | -- | -- | -- | -- | -- | --- |
|  | 1.   | Castanese B.P.M.   | 43 | 30 | 15 | 13 | 2  | 42 | 24 | +18 |
|  | 2.   | Corbetta           | 38 | 30 | 14 | 10 | 6  | 36 | 23 | +13 |
|  | 3.   | Codogno            | 37 | 30 | 16 | 5  | 9  | 49 | 33 | +16 |
|  | 4.   | Medese             | 36 | 30 | 11 | 14 | 5  | 36 | 20 | +16 |
|  | 5.   | Corsico            | 30 | 30 | 11 | 8  | 11 | 42 | 36 | +6  |
|  | 5.   | Casteggio 1898     | 30 | 30 | 11 | 8  | 11 | 31 | 31 | 0   |
|  | 5.   | Virtus Binasco     | 30 | 30 | 10 | 10 | 10 | 35 | 36 | -1  |
|  | 5.   | Portalberese       | 30 | 30 | 8  | 14 | 8  | 29 | 30 | -1  |
|  | 5.   | San Rocco al Porto | 30 | 30 | 13 | 4  | 13 | 37 | 39 | -2  |
|  | 10.  | Casorate Primo     | 29 | 30 | 8  | 13 | 9  | 33 | 35 | -2  |
|  | 11.  | Castellana         | 28 | 30 | 9  | 10 | 11 | 37 | 39 | -2  |
|  | 11.  | Magenta            | 28 | 30 | 8  | 12 | 10 | 30 | 35 | -5  |
|  | 13.  | Mottese            | 27 | 30 | 10 | 7  | 13 | 32 | 32 | 0   |
|  | 14.  | Robbio             | 24 | 30 | 8  | 8  | 14 | 31 | 43 | -12 |
|  | 15.  | Vittuone           | 22 | 30 | 6  | 10 | 14 | 22 | 44 | -22 |
|  | 16.  | Broni              | 18 | 30 | 4  | 10 | 16 | 24 | 46 | -22 |

Legenda:
      Ammesso agli spareggi promozione.
      Retrocesso in Prima Categoria 1984-1985.
Regolamento:
Due punti a vittoria, uno a pareggio, zero a sconfitta.

## Spareggi promozione
I posti assegnati dalla Lega Nazionale Dilettanti alle squadre lombarde a fronte di 4 gironi di Promozione sono 3. Si rende perciò necessaria l'eliminazione di una vincente dei quattro gironi a mezzo spareggi in campo neutro.
|                  | Spareggi |                  | Città e data                        |  |
| ---------------- | -------- | ---------------- | ----------------------------------- |  |
| Intim Helen      | 1 - 1    | Castanese B.P.M. | Sesto San Giovanni, 14 maggio 1984  |  |
| Orceana          | 2 - 1    | Pro Lissone      | Caravaggio, 14 maggio 1984          |  |
|                  |          |                  |                                     |  |
| Intim Helen      | 0 - 0    | Orceana          | Brescia, 21 maggio 1984             |  |
| Castanese B.P.M. | 2 - 0    | Pro Lissone      | Rovellasca, 21 maggio 1984          |  |
|                  |          |                  |                                     |  |
| Intim Helen      | 2 - 0    | Pro Lissone      | Ponte San Pietro, 28 maggio 1984    |  |
| Castanese B.P.M. | 1 - 0    | Orceana          | Castel San Giovanni, 28 maggio 1984 |  |
|                  |          |                  |                                     |  |

### Classifica finale
|  | Pos. | Squadra          | Pt | G | V | N | P | GF | GS | DR |
|  | ---- | ---------------- | -- | - | - | - | - | -- | -- | -- |
|  | 1.   | Castanese B.P.M. | 5  | 3 | 2 | 1 | 0 | 4  | 1  | +3 |
|  | 2.   | Intim Helen      | 4  | 3 | 1 | 2 | 0 | 3  | 1  | +2 |
|  | 3.   | Orceana          | 3  | 3 | 1 | 1 | 1 | 2  | 2  | 0  |
|  | 4.   | Pro Lissone      | 0  | 3 | 0 | 0 | 3 | 1  | 6  | -5 |

Legenda:
      Promosso in Interregionale 1984-1985.
Regolamento:
Due punti a vittoria, uno a pareggio, zero a sconfitta.